# Margrabstwo Moraw
Margrabstwo Moraw, Marchia Morawska, (niem. Markgrafschaft Mähren, cz. Markrabství moravské, Moravské Markrabství) – marchia Świętego Cesarstwa Rzymskiego w ramach Królestwa Czech, do 1806 roku, od 1849 kraj koronny Cesarstwa Austriackiego.

## Powstanie marchii
Morawy od czasu upadku Wielkich Moraw były częścią Czech. W 1182 na tron czeski powołany został przez możnowładców, niechętnych dotychczasowemu księciu Fryderykowi, Konrad II Otto. Wygnany Fryderyk schronił się wówczas na dworze cesarza Fryderyka I Barbarossy. Na sejmie rzeszy w Ratyzbonie zastraszeni Czesi zgodzili się ponownie przyjąć Fryderyka za księcia. Cesarz jednak w ramach rekompensaty mianował Konrada II margrabią postawił go na czele wyjętych spod jurysdykcji czeskiej Moraw. Odtąd ziemie te miały być bezpośrednim lennem cesarskim. Stało to się jednak przyczyną wojny czesko-morawskiej w 1185. Ostatecznie Konrad II został zmuszony uznać zwierzchność książąt czeskich. W 1189 Konrad II Otto został ostatecznie księciem czeskim, rezygnując z tytułu margrabiego. Państwo Przemyślidów zostało zjednoczone, a nowa marchia stała się lennem Czech.

## Kraj koronny
Wraz z innymi krajami Korony Czeskiej Marchia została włączona do monarchii Habsburgów po śmierci króla Ludwika II w bitwie pod Mohaczem w 1526 roku.
Margrabstwo Moraw było krajem koronnym, jako terytorium składowe Cesarstwa Austrii w latach 1849-1867 i austriackiej części Austro-Węgier w latach 1867-1918. Stolica kraju znajdowała się w Brnie. W 1914 liczył on 22 222 km² powierzchni i 2 622 271 mieszkańców. Morawy posiadały własnego gubernatora oraz własny Sejm Krajowy, obradujący w języku niemieckim i czeskim.